# UAE 1부 리그
UAE 1부 리그는 아랍에미리트의 축구 2부 리그이다. 각 시즌 우승팀과 준우승팀 2팀은 1부 리그인 UAE 아라비안 걸프 리그로 승격된다.